# Spencer Treat Clark
Spencer Treat Clark (ur. 24 września 1987 w Nowym Jorku) – amerykański aktor. 
Odtwórca roli Lucjusza Werusa II, syna rzymskiej cesarzowej Lucilli i Lucjusza Werusa, który nie żyje, w historycznym dramacie kostiumowym Ridleya Scotta Gladiator (2000), za którą był nominowany do Young Artist Award za najlepszy występ młodego aktora drugoplanowego w filmie fabularnym.

## Życiorys
Urodził się w Nowym Jorku. Jego siostrą jest scenarzystka Eliza Clark. Kształcił się w Hindley Elementary School, Middlesex Middle School i Darien High School w Darien w Connecticut, a później uczęszczał do Taft School w Watertown, również w Connecticut. Ukończył studia na Uniwersytecie Columbia, otrzymując licencjat z politologii i ekonomii. 
Debiutował na małym ekranie w wieku osiemnastu lat jako Jesse Pomeroy w dreszczowcu telewizyjnym CBS Albo on, albo my (It Was Him or Us, 1995) u boku Richarda Grieco. Wkrótce został obsadzony w roli Stevena Michaela Frame’a w operze mydlanej Inny świat (1995–1999), za którą był dwukrotnie nominowany do Young Artist Award (1996, 1997). 
Wystąpił w dreszczowcu Marka Pellingtona Arlington Road (1999), dreszczowcu M. Nighta Shyamalana Niezniszczalny (2000) i dramacie kryminalnym Clinta Eastwooda Rzeka tajemnic (2003). W serialu TNT Królestwo zwierząt (2016–2019) zagrał drugoplanową rolę Adriana Dolana.